# Лагоа-ди-Педрас
Лагоа-ди-Педрас (порт. Lagoa de Pedras)  —  муниципалитет в Бразилии, входит в штат Риу-Гранди-ду-Норти. Составная часть мезорегиона Сельскохозяйственный район штата Риу-Гранди-ду-Норти. Входит в экономико-статистический  микрорегион Агрести-Потигуар. Население составляет 7390 человек на 2006 год. Занимает площадь 117,660 км². Плотность населения — 62,8 чел./км².

## Статистика
- Валовой внутренний продукт на 2003 год составляет 11 117 517,00 реалов (данные: Бразильский институт географии и статистики).
- Валовой внутренний продукт на душу населения на 2003 год составляет 1603,33 реалов (данные: Бразильский институт географии и статистики).
- Индекс развития человеческого потенциала на 2000 год составляет 0,594 (данные: Программа развития ООН).